# San Teodoro (Oriental Mindoro)
San Teodoro é um município de  quarta classe de renda municipal (d) na província Oriental Mindoro, nas Filipinas. De acordo com o censo de 1 de maio  de  2020 possui uma população de 19 121 pessoas e 4 511 domicílios.